# Andreas Uldum
Andreas Uldum, född 1979 i Qeqertarsuaq, är en grönländsk politiker och medlem av Grönlands landsting (Inatsisartut). Han är partiledare för Demokraatit och minister för finanser och råvaror.
Uldum är utbildad socialpedagog, men även känd över hela Grönland för sin musikkarriär, både i bandet DDR och som solist.